# كيلي كونلون
كيلي كونلون (بالإنجليزية: Kelly Conlon)‏ هو عازف باس أمريكي، ولد في 20 مارس 1969.